# Paul King (zanger)
Paul King (Galway 20 november 1960) is een Iers voormalig zanger en presentator. In 1985 had hij met zijn band King een internationale hit met het nummer Love & Pride. In 1987 ging Paul King solo, maar daarin was hij niet succesvol.
Begin jaren 90 ging hij werken voor MTV Europe als VJ, en presenteerde hij enkele jaren de programma's 120 Minutes (alternatieve muziek) en MTV's Greatest Hits. Als een van de oudere MTV-VJ's ruimde hij na verloop van tijd het veld, en verruilde hij de zender voor de muziekzender VH1, die zich op een iets ouder publiek richtte. Verder maakte hij nog commerciële muziek-reclames voor verschillende thuiswinkelkanalen. 